# Могильов (палац спорту)
53°53′05″ пн. ш. 30°19′45″ сх. д. / 53.88472° пн. ш. 30.32917° сх. д.
Палац спорту «Могильов» (біл. Палац спорту «Магілёў») — спортивний комплекс у місті Могильові (Білорусь). 

## Загальні дані
Спортивний комплекс розташований за адресою:
вул. Гагаріна, буд. 1, м. Могильов (Білорусь).
На трьох трибунах, розташованих П-подібно, здатні розміститися 3 150 глядачів, в тому числі в партері — 800. 
При спорткомплексі передбачено 3 автостоянки загальною місткістю 224 місця.

## Призначення
Палац спорту призначений для проведення змагань міжнародного і республіканського рівнів та тренувань з хокею із шайбою та інших ігрових видів спорту (баскетбол, гандбол, волейбол), проведення громадських заходів і концертів (тоді глядачі можуть розміщуватися і на спортивній арені).
Як льодова арена спорткомплекс «Могильов» крім змагань з хокею використовується для занять фігурним катанням, шорт-трекои та деякими іншими ковзанярськими видами спорту.
Арена є домашнім майданчиком хокейного клубу ХК «Могильов», який виступає у Білоруській Екстралізі, а також базою для дитячих хокейних секцій та училища олімпійського резерву.

## Виноски
1. ↑  Палац спорту «Могильов» [Архівовано 13 січня 2010 у Wayback Machine.] на www.222.by (сайт міста Могильов) [Архівовано 1 березня 2010 у Wayback Machine.] (рос.)